# 31 mars 1950
Le vendredi 31 mars 1950 est le 90e jour de l'année 1950.

## Naissances
- Arthur Levinson, docteur en biochimie et en génétique
- András Adorján, joueur d'échecs hongrois
- Yoshifumi Kondō (mort le 21 janvier 1998), membre du studio Ghibli
- Mohamed Fellag, chanteur, humoriste et écrivain algérien
- Clay Borris, réalisateur, acteur, scénariste, producteur et monteur canadien
- Noureddine Mezni, journaliste tunisien
- Félix Glutz, personnalité politique suisse
- Mia De Vits, femme politique belge flamande
- Ian Wallace, auteur et illustrateur canadien
- Catherine Bertini, fonctionnaire américaine
- Felix Alen, cuisinier belge

## Décès
- Bruno Decarli (né le 15 mars 1877), acteur allemand
- Karl Birnbaum (né le 20 août 1878), psychiatre et neurologue américano-allemand
- Georges-H. Smith (né le 22 novembre 1885), homme d'affaires et politicien
- Michisei Kohno (né le 10 juin 1895), peintre, illustrateur et graveur japonais

## Autres événements
- Adoption officielle des Armoiries du Pérou
- Sortie en France du film : Le Roi Pandore
- Fermeture de la Fosse Boca
- Sortie américaine du film La Rue de la gaieté
- Sortie en France du film Le Rebelle